# صحف السودان

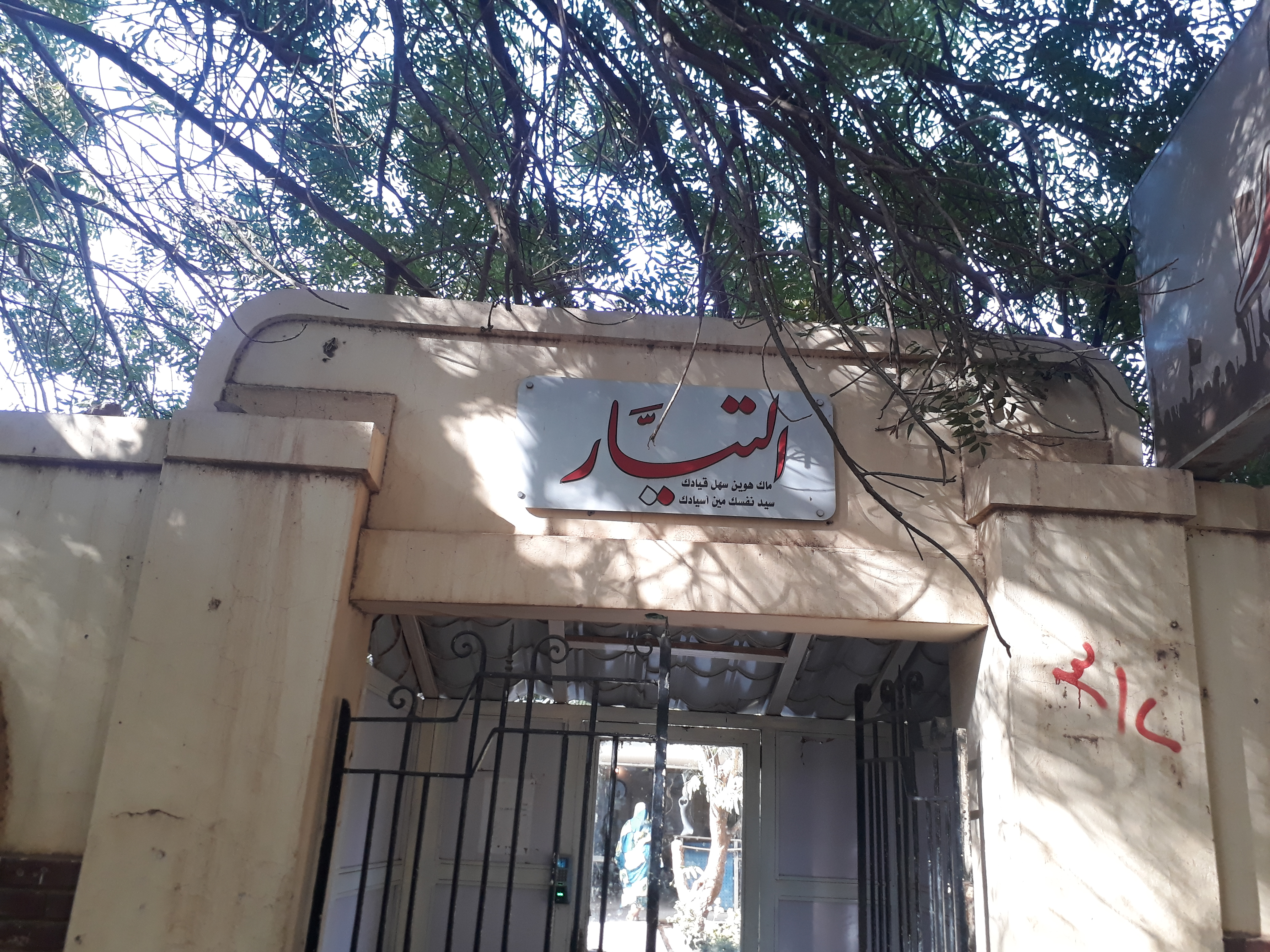
مقر صحيفة التيار السودانية

## صحيفة التيار السودانية
صحيفة التيار السودانية هي صحيفة سياسية شاملة تصدر من شركة "فري ويرد "تأسسست في عام 2009م، مالكها ورئيس تحريرها هو الباش مهندس عثمان ميرغني، مقرها في وسط الخرطوم تقاطع شارع الزبير باشا مع المك نمر، لديها موقع إلكتروني على الإنترنت هو التيار نت.
اعتمدت الصحيفة على تأسيسها على المهنية وقوة الطرح الجاد في تناول القضايا السياسية والاجتماعية، وتعد من أبرز الصحف التي اهتمت بالتحقيقات الاستقصائية وصحافة المواطن، وكان يكتب فيها بشكل راتب وزير الثقافة والإعلام بالحكومة الانتقالية فيصل محمد صالح.

### إداراتها
جهاد عثمان ميرغني هو رئيس مجلس إدارة الصحيفة وهو ابن مالك ورئيس تحرير صحيفة التيار، ومدير تحريرها خالد فتحي عضو سكرتارية تجمع المهنيين، وعضو شبكة الصحفيين السودانيين، والصحفية رجاء نمر هي رئيسة قسم الحوداث والجريمة.

### التوزيع
الصحيفة الآن توزع حوالي عشرة آلاف نسخة يومياً، وتعد صحيفة التيار من أكثر الصحف توزريعاً في السودان، بناءا على موقفها المناهض لسياسة نظام المؤتمر الوطني وحكم الرئيس السابق عمر البشير، إدارة التحرير تعتبر أن نسبة التوزيع هذه معقولة مقارنة مع الصعوبات التي تواجهها الصحف السودانية في صعوبات التوزيع في الأقاليم والولايات، مع رداءة المطابع.

### الإعلان
تنشر صحيفة التيار الإعلانات بشقيها الخاص والحكومي، وكانت الصحيفة محرومة من الإعلانات الحكومية، في فترة النظام البائد، لأن الحكومة كانت توزع الإعلانان للصحف التي تخدم خط الحكومة وتمنع الصحف التي تعارضها وتهاجم سياساتها العامة.

### أنشطة مصاحبة
صحيفة التيار هي الصحيفة السودانية الوحيدة التي تعقد أنشطة جماهيرية مفتوحة للجمهور، لديها منتدي بشكل دوري في مقر الصحيفة يسمى كباية شاي، يستضيف المنتدي رموز المجتمع وقادة الرأي العام ووزراء في الحكومة، فقد استضاف المنتدى كل من (الموسيقار الفنان محمد الأمين، أسماء محمود محمد طه، النور حمد، القيادي بالحزب الشيوعي السوداني البارز صديق يوسف، وفاروق أو عيسي، والقيادي بتجمع المهنيين محمد ناجي الأصم، والقيادي في الجبهة الثورية التوم هجو، ودكتور الشففيع خضر سعيد، ورئيس حركة الإصلاح الآن غازي صلاح الدين، مريم الصادق المهدي، والحاج وراق، وموسي محمد أحمد).
كذالك إن حديقة صحيفة التيار مفتوحة للمؤتمرات والندوات الجماهيرية، وهنالك العديد من الجهات تعقد فعالياتها فيه، مثل شبكة الصحفيين السودانيين.

### مضايقات تعرضت لها الصحيفة
صحيفة التيار من أكثر الصحف السودانية التي تعرضت للتضيق من قبل النظام البائد، منذ صدورها ظلت تتعرض للإغلاق من قبل جهاز الأمن والمخابرات الوطني، ومصادرة العدد المطبوع من المطبعة لتكبيد الصحيفة خسائر مالية، وحرمانها من الإعلانات الحكومية، وكانت معاداة حكومة البشير للصحيفة صارخة في عام 2014 هاجمت قوات شبه حكومية مقر صحيفة التيار واعتدت على رئيس تحريرها عثمان ميرغني، وقامت بتخريب مقر الصحيفة، وكانت معركة الصحيفة للدفاع عن حقوقها هي الأدوات المدنية والقضايا، ونجحت في إرجاع الصحيفة للصدور مرتين عن طريق حكم قضائي، ويذكر أن المحامي الشهير ورئيس لجنة التحقيق في فض اعتصام القيادة نبيل أديب هو محامي الجريدة.
وفي نهاية عام 2015، وأوقف جهاز الأمن الصحيفة لأجل غير مسمى، ورفعت التيار دعوى قضائية منددة بالقرار الظالم ونفذت وقفات احتجاجية، وانتهت الاحتجاجات بدخول الصحيفة في إضراب عن الطعام لمدة ثلاث أيام، كأول إضراب عن الطعام في السودان، وانتهت بإرجاع الصحيفة في مايو من عام 2015م ولم تحصل على تعويض من قبل الحكومة.
وفي عام 2018 أصدرت محكمة الصحافة والمطبوعات حكماً بالغرامة في حق عثمان ميرغني رئيس التحرير وفي حالة عدم الدفع السجن، وفضل رئيس التحرير السجن، وتم ترحيلة إلى سجن أم درمان وأطلق سراحه في وقت لاحق.
صحيفة ترهاقا الإلكترونية
```
تعتبر صحيفة ترهاقا الإلكترونية إحدى الصحف الرائدة في مجال الصحافة الإلكترونية. فالصحيفة رفدت الساحة السياسية بالعديد من التحقيقات والحوارات التي أثارت جدلا واسعا. كان أهمها حوار أجرته الصحيفة مع عضو سكرتارية لجنة إزالة التمكين عروة الصادق طالب خلال اللقاء بإقالة النائب العام ورئيسة القضاء وقال لن تتحقق أهداف الثورة ما دام النائب العام يجلس على كرسيه.
```

## قائمة مراجع
1. ↑  "تعليق صحيفة التيار بسبب مقال عن الاحكام القضائية في السودان". صحيفة التغيير السودانية , اخبار السودان. 28 سبتمبر 2017. مؤرشف من الأصل في 2019-12-23. اطلع عليه بتاريخ 2019-12-23.
2. ↑  "رئيس جريدة التيار عثمان ميرغني يرفض دفع الغرامة ويذهب إلى السجن ل(6) أشهر". راديو دبنقا. مؤرشف من الأصل في 2019-12-23. اطلع عليه بتاريخ 2019-12-23.
3. ↑  "صحافيو التيار ينفذون إضرابهم احتجاجا على إيقاف الصحيفة والمرصد السوداني يندد بالتضييق". راديو دبنقا. مؤرشف من الأصل في 2019-12-22. اطلع عليه بتاريخ 2019-12-23.